# 슈리버 우주군 기지

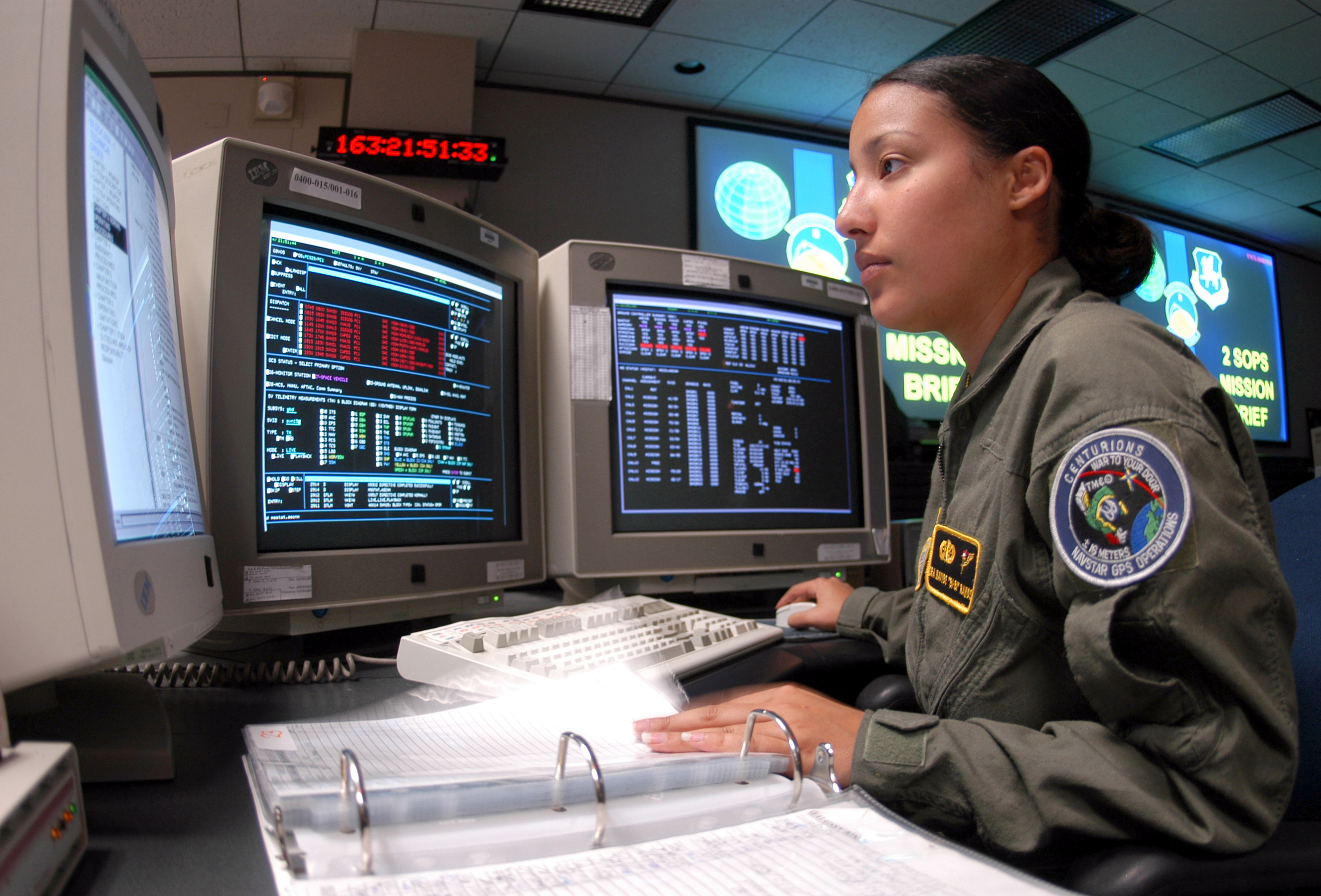

슈리버 우주군 기지(영어: Schriever Space Force Base)는 미국 콜로라도주 콜로라도스프링스에 위치한 미국 공군의 군사기지이다. 공군 우주 사령부 산하의 제50우주비행단이 위치해 있다.

## 역사
1984년 5월 17일 미국 공군 공군 우주 사령부 사령관 제임스 V. 하팅거 대장은 서울공군회관에서 열린 한미항공우주심포지엄에 참석해, "우주공간에서 소련의 군사위협이 날로 가중됨에 따라 미공군은 강력하고도 효과적인 대처를 위해 1986년부터 2,000명의 전문요원으로 구성된 대규모 통합우주작전센터(Consolidated Space Operations Center, CSOC)를 운영키로 했다"고 밝혔다. 부대가 창설되기 직전 CSOC에서 팰컨 공군 스테이션으로 개명되었다. 1988년 6월 팰컨 공군기지로 개명되었다. 1998년 6월 5일 미국 탄도 미사일 개발의 선구자인, 은퇴한 버나드 아돌프 슈리버 대장의 명예를 기리기 위해서 슈리버 공군기지로 개명되었다. 슈리버 공군기지는 생존중인 군인의 명예를 기리기 위해 이름을 딴 유일한 공군기지이다.

## GPS
GPS 위성은 슈리버 공군기지의 미국 공군 제50우주비행단에서 관리하고 있다. 노후 위성의 교체와 새로운 위성 발사 등 유지와 연구, 개발에 필요한 비용은 연간 약 7억5천만 달러에 이른다.